# Neshani Andreas
Neshani Andreas (Walvis Bay, África del Sudoeste, 1964-Windhoek, mayo, 2011) fue una escritora namibia y profesora en la asociación estadounidense Cuerpo de Paz.

## Biografía
Era la segunda de ocho hijos. Primero trabajó en una fábrica textil, sus padres trabajaban ambos en una industria pesquera. 
Estudió magisterio en Ongwediva y más tarde, se licenció en la Universidad de Namibia.
Trabajó como profesora en una escuela rural y en la organización Forum for African Women Educationalists
En 2001 publicó la novela semiautobiográfica "The Purple Violet of Oshaantu".
Falleció de cáncer pulmonar.